# HD106251
HD106251 — хімічно пекулярна зоря спектрального класу A2, що має видиму зоряну величину в смузі V приблизно  5,8.
Вона  розташована на відстані близько 161,6 світлових років від Сонця.

## Фізичні характеристики
Зоря HD106251 обертається 
досить швидко 
навколо своєї осі. Проєкція її екваторіальної швидкості на промінь зору становить  Vsin(i)= 61км/сек.